# 布旺特
布旺特（法語：Bouvante，法語發音：[buvɑ̃t]）是法国德龙省的一个市镇，属于瓦朗斯区。

## 地理
布旺特（44°57'52"N, 5°16'14"E）面积83.88 平方千米，位于法国奥弗涅-罗讷-阿尔卑斯大区德龙省，该省份为法国东南部内陆省份，北起顺时针与伊泽尔省、上阿尔卑斯省、上普罗旺斯阿尔卑斯省、沃克吕兹省和阿尔代什省接壤。
与布旺特接壤的市镇（或旧市镇、城区）包括：拉沙佩勒昂韦科尔、莱昂塞勒、翁布莱兹、鲁瓦扬地区奥里奥勒、鲁瓦扬地区圣让、圣朱利安昂坎、鲁瓦扬地区圣洛朗、圣马丹勒科洛内勒、瓦雪昂韦科尔。

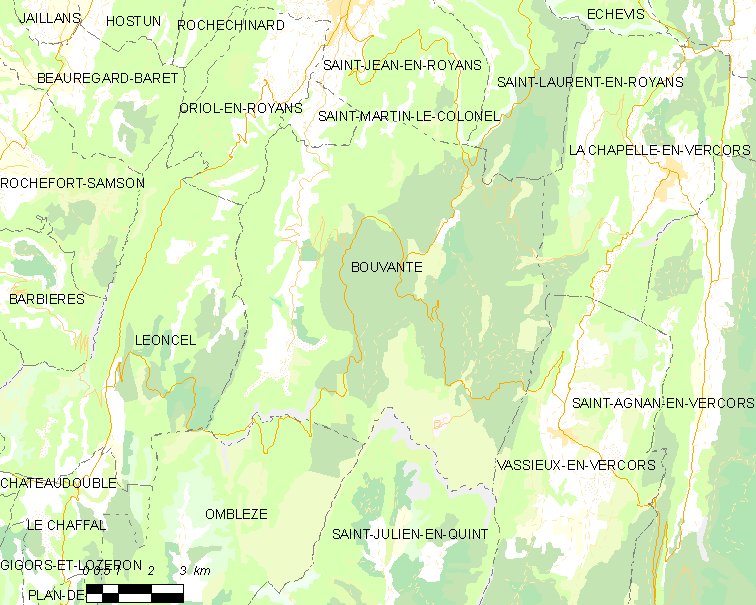
布旺特的OSM定位图

布旺特的时区为UTC+01:00、UTC+02:00（夏令时）。

## 行政
布旺特的邮政编码为26190，INSEE市镇编码为26059。

## 政治
布旺特所属的省级选区为韦科尔-晨山县。

## 人口

1962-2008年间布旺特人口变化图示

布旺特于2022年1月1日时的人口数量为211人。